# 伊薩卡的電報
《伊薩卡的電報》（英語：Ithaca）是一部2015年上映的美国剧情电影，由梅格·瑞安执导，埃里克·詹德雷森编剧。这部电影是根据威廉·萨洛扬1943年的小说《人间喜剧》改编的。这部电影由阿萊克斯·紐斯塔特、傑克·奎德、梅格·瑞恩、山姆·谢泼德、哈米什·林克莱特和汤姆·汉克斯主演。
这部电影于2015年10月23日在米德尔堡电影节上首映，于2016年9月9日由Momentum Pictures发行。

## 评价
根据18条评论，这部电影在烂番茄上的评分为22%。